# Křižanov (Hynčina)
Křižanov (německy Chrises) je součástí obce Hynčina v okrese Šumperk. V roce 2009 zde bylo evidováno 40 adres. V roce 2001 zde trvale žilo 56 obyvatel.
Křižanov leží v katastrálním území Křižanov u Zábřeha o rozloze 2,5 km2. V katastrálním území Křižanov u Zábřeha leží i Dlouhá Ves.

## Historie
První písemná zmínka o obci pochází z roku 1317.

## Kulturní památky
V katastru obce jsou evidovány tyto kulturní památky:
- Kříž (v obci u hlavní silnice) - kamenická práce z roku 1798